# Les Caprices de Marion
Pour plus de détails, voir Fiche technique et Distribution.
Les Caprices de Marion est un film muet français réalisé par Georges Monca, sorti en 1910.

## Fiche technique
- Titre : Les Caprices de Marion
- Réalisation : Georges Monca
- Scénario : Henry Gabriel Ibels, Paul Capellani
- Photographie :
- Montage :
- Société de production : Société cinématographique des auteurs et gens de lettres (S.C.A.G.L)
- Société de distribution : Pathé Frères
- Pays d'origine :  France
- Langue : film muet avec les intertitres en français
- Métrage : 235 mètres
- Format : Court métrage en noir et blanc — 35 mm — 1,33:1 — Muet
- Genre :  Comédie
- Durée : 8 minutes
- Dates de sortie : 
  -  France : 4 mars 1910

## Distribution
- Paul Franck : Pierrot
- Catherine Fonteney : Marion
- Paul Capellani